# Александар Корнељук
Александар Олеговић Корнељук рус. Александр Олегович Корнелюк Баку)
28. јун 1950) је совјетски атлетичар, освајач олимпијске сребрне медаље у Минхену.
Корнељук се почео интересовати за атлетику 1961. Од 1963. био је члан Спортског друштва Динамо из Москве, а 1970. постао репрезентативац СССР. Такмичио се за СССР на Летњим олимпијским играма 1972. у Минхену са штафетом 4 х 100 м и освојио сребрну медаљу. Штафета је трчала у саставу: Корнељук, Владимир Ловецки, Јуриј Силов и Валериј Борзов. Освајао је медаље и на 3. Европском првенству у дворани 1972. у Греноблу сребрну на 50 метара иза колеге из штафете Валерија Борзова и бронзану 5. Европском првенству у дворани 1974. у Гетеборгу.
Кратко је био и европски рекордер на 100 метара резултатом 10,00. 